# Philip Nolan
Philip Nolan (1771 – 21 marzo 1801) è stato un pirata e mercante statunitense.
Visse a Natchez, nello stato americano del Mississippi, e in Texas, allora spagnolo.  Durante i suoi viaggi egli venne a contatto con gli indiani Comanche e Taovayas e i suoi appunti di viaggio servirono a disegnare il confine tra Texas e Louisiana nel 1804. Fu ucciso dai soldati spagnoli nel 1801.